# ماریو سوتو
ماریو سوتو (اسپانیایی: Mario Soto‎؛ زادهٔ ۱۰ ژوئیهٔ ۱۹۵۰) بازیکن سابق و مربی فوتبال اهل شیلی است.
از باشگاه‌هایی که در آن بازی کرده‌است می‌توان به باشگاه فوتبال پالمیراس اشاره کرد.
وی همچنین در تیم ملی فوتبال شیلی بازی کرده‌است.